# QuizKnock
QuizKnock（クイズノック）は、クイズを題材とするWEBメディア、YouTuber、および東京都大田区に本社を置く企業。「楽しいから始まる学び」「身の回りのモノ・コトをクイズで理解する」をコンセプトに、伊沢拓司を中心とした東京大学などの卒業生、および現役生らにより運営されている知的メディアである。メディアの運営は株式会社baton。厳密には「株式会社baton所属グループQuizKnock（YouTube動画等の活動名義）」と「株式会社QuizKnock（テレビ出演等の活動名義）」の2つの団体が存在しているが、株式会社batonの意向により「QuizKnock」表記を前面に押し出している。略称および愛称はQK。

## 来歴
WEBメディア上で記事の公開やYouTube上で動画の公開、クイズを題材にした書籍の出版、他社の書籍やゲームへの問題の提供、作成の協力を行っており、幅広い知識をクイズ形式で学べるコンテンツを提供している。
キュレーションメディアの問題やクイズ業界の問題意識などをきっかけに、クイズプレイヤーの伊沢拓司が、2016年8月に株式会社baton社長衣川洋佑との出会いを経てWEBメディアの立ち上げを決意し、約2か月後の10月2日に伊沢と伊沢に集められた東京大学クイズ研究会の有志によって、WEBメディア「QuizKnock」（メディア運営：株式会社baton）が立ち上げられた。
ふくらP（髙山 拳󠄁）の提案により、2017年4月16日にYouTubeチャンネルを開設し、QuizKnockのメンバーがクイズや謎解き、実験を行う動画を投稿している。2018年1月12日にはサブチャンネル「QuizKnock会議中」も開設した。
2019年4月1日、伊沢拓司をCEO（最高経営責任者）として、株式会社QuizKnockを設立した。11月24日には、メインチャンネルのチャンネル登録者数が100万人を突破した。
2020年4月1日、伊沢が務めていたWEBメディアの編集長を退任し、同日、川上拓朗が編集長に、山森彩加が副編集長に就任した。しかし、6月30日に川上がQuizKnockを退職し、7月1日より伊沢が編集長に復帰した。
2021年6月17日、新チャンネル「QuizKnockと学ぼう」「GameKnack【QuizKnockゲームチャンネル】」開設を発表。「GameKnack」については、同日にチャンネルも公開した。7月29日には、4つ目の新チャンネル「QuizKnockと学ぼう」と公式Twitterを公開している。
2023年3月10日、メインチャンネルの登録者数が200万人を突破した。
たびたび動画内で「撮り溜め系Youtuber」と自称しているように、撮影から投稿までの間隔が長いため、動画出演を終了したり卒業したメンバーが、発表した日以降に投稿された動画で出演していることもある。

## メンバー

### 主要メンバー
2024年時点で公式ポータルサイトに記載されている主な動画出演メンバーは以下の通り
伊沢 拓司（）

株式会社QuizKnockのCEO（2016年10月2日 - ） 、WEBメディアの編集長（2016年10月2日 - 2020年3月31日、同年7月1日 - ）。東京大学在学中にQuizKnockを立ち上げた。主な番組出演として『東大王』があり、東大王チームに所属していた頃、番組内では「東大最強の知識王」と称されていた。

河村 拓哉（）

QuizKnockの立ち上げから関わるメンバーの一人。YouTubeの動画の出演や企画、謎解きの制作などを中心に活動している。WEBメディア初期の頃はQuizKnockの中心として記事の執筆やライターとの連絡などを行っていた。WEBメディアでは、ライターネームを「河村・拓哉」として活動している。

ふくらP（）
QuizKnockには2016年12月から参加しており、YouTubeチャンネルの開設を発案し、動画の企画・編集を担当している。日本パズル連盟「日本パズル選手権2019」第3ラウンドで1位タイの点数を記録した経験を持つ。

鶴崎 修功（）

博士（数理科学）。YouTubeの動画へは2018年4月から出演している。東大王5th〜7thで大将を務める。ラヴィット! ではゲームの強さで無双しレギュラー入り。愛嬌のあるキャラクターで人気を博し、マルチに活躍の場を広げている。

須貝 駿貴（）

愛称はナイスガイ。大学院では物理学（超伝導）を専攻していたことから、その分野を生かして、実験企画「QuizKnock Lab」では、企画・プロデュースを担当、書籍も出版している。田村正資から参加を勧められQuizKnockに参加した。

山本 祥彰（）

ふくらPに誘われQuizKnockに参加。中学2年生で漢検準一級に合格しており、2022年には漢検一級にも合格している。第34回『全国高等学校クイズ選手権』では第4位入賞の経験がある。

東 問（）

第38回全国高等学校クイズ選手権でチームリーダーを務め優勝する。大学進学後、日本の競技クイズ大学生No.1を決めるabcの第21回大会で優勝。東言とは双子であり、兄。

東 言（）

第38回全国高等学校クイズ選手権で優勝。東京大学を卒業している。クイズ番組『東大王』に出演。東問とは双子であり、弟。

### その他メンバー
上記以外のメンバーでライターやYouTubeの動画に出演している者の一部を下記に記載する。
田村 正資（）
第30回高校生クイズに出場し優勝した開成高校チームのリーダーで、同チームメンバーに伊沢拓司がいた。博士（学術）。東京大学の特任研究員を続けながらbatonの業務にも参画。「QuizKnockと学ぼう」チャンネルのプロデューサー・ディレクターを務めた。現在は哲学研究を続けながら、新規事業QurioStore開発を手がける。

falcon（）
本名は藤田 隼輝（ふじた としき）。株式会社baton所属、QuizKnockではエンジニアとしてアプリの開発を手掛けている。YouTubeチャンネルではカメラマンとして参加することもあり、サブチャンネルには何度か出演経験がある。

山森 彩加（）
2020年4月1日から2022年6月2日までWEBメディアの副編集長を務めていた。YouTubeチャンネルの企画「激論！朝からそれ正解！」では題読みを担当している。

Yoshida（）
「12時間クイズ」第1回で初顔出し。以降は「朝からそれ正解！」などに出演。

志賀 玲太（）

2017年6月からQuizKnockに加入し、主にライターや編集者として活動している。QuizKnockとして関わった特別展のトークイベントの参加や、外部メディアで展覧会のレビュー記事の執筆もしている。

高松 慶（）
2019年に別の企業に所属したままQuizKnockにライターとして参加し、2020年5月に正式に入社・加入した。ライターの他、動画企画、ディレクターとして活動しており、動画やイベントの司会を務めることもある。

宮原 仁（）
abc the17thで準優勝。2019年度開催の12時間クイズで動画初出演し優勝。大学卒業後別の企業に就職したが、2022年３月より株式会社batonへ入社し、QuizKnockに復帰した。

Ziphil Shaleiras（）
大学院で同期だった鶴崎修功に誘われ入社。人工言語製作者で、代表作のシャレイア語は2020年12月開催の日本言語学オリンピックに出題された。人工言語が同大会の問題に出題されるのは初。

乾（）
こうちゃんに誘われ、2018年11月から動画編集でQuizKnockに加入。2019年11月にライター活動を開始し、YouTubeの動画へは2020年1月から出演していた。
2025年3月収録分を最後に動画への出演を終了し、以降は引き続き株式会社batonにて動画編集に携わっている。

川上 涼人（）
東大王にサブメンバーとして出演していた。気象予報士の資格を持つ。オセロが得意。。

長野 春太（）
漢検1級を当時最年少の小学校5年で取得し、QuizKnockの漢字企画の多くを担当する。クイズも強く、日本最大級の学生クイズ大会「abc the21」ではペーパー試験を1位で突破した(その年の「abc the21」優勝者は東問)。

鹿野（）
漢検1級、数検1級、英検1級、日本語検定1級、等7つの資格で1級を保持している。「今日の一問・漢字編」などを担当。ショート動画「漢検一級アキネイター」でその並外れた知識の広さ・正確さを披露し、視聴者を驚かせている。

### 元メンバー
川上 拓朗（）
QuizKnockの立ち上げから関わっていた。中学1年からクイズ研究会に所属しており、その時から伊沢と付き合いがある。2020年4月からYouTubeの動画での出演を辞め、大学卒業後はQuizKnockの編集長としてWEBメディアの記事作成とアプリ開発に携わっていたが、2020年6月末をもってQuizKnockを退職した。

水上 颯（）

記事の執筆やYouTubeの動画への出演に参加していた。研修医となるため、2020年4月以降は活動を停止している。

林 輝幸（）

愛称はジャスコ。ライター。YouTubeの動画へは2019年7月から出演していたが、2021年7月17日をもってQuizKnockを卒業した。

山上 大喜（）
ライター。2019年3月にライター活動を開始し、YouTubeの動画へは2019年10月から出演していたが、学業に専念するために2022年3月2日にQuizKnockを卒業することを発表し、3月末をもって卒業した。

こうちゃん

本名は渡辺 航平（わたなべ こうへい）。ライター、YouTubeの動画出演・企画の他、記事の校閲を担当していた。東大クイズ研究会で川上と交流があり、誘いを受けてQuizKnockに参加した。2023年12月14日にQuizKnockを卒業することを発表し、同年末をもって卒業した。

ノブ
ライター。2018年10月に動画編集でQuizKnockに加入し、2020年4月からライター活動も開始。YouTubeの動画へは2020年5月から出演していた。 2024年3月の大学院修士課程修了をもってQuizKnockを卒業した。

とむ
サークルの繋がりでノブに誘われ株式会社batonの動画編集アルバイトを始める。YouTubeの動画へは2022年3月より出演。
語学に堪能で、駐日オランダ王国大使館の提供でオランダに放置された際には、オランダ語未修学から数時間で十分なコミュニケーションがとれるようになるまでの過程が収められた。
2024年11月に有料会員制サービス「QuizKnock schole」内で卒業が発表され、2025年3月30日に公開された動画で卒業を公表した。

## 出演
ライター陣が出演した番組のみを掲載。なお、QuizKnockとしての出演とは限らず、立ち上げ前の出演も含む。
伊沢単独での出演は伊沢拓司、河村単独での出演は河村拓哉、須貝単独での出演は須貝駿貴、こうちゃん単独での出演はこうちゃん (クイズ)、山本単独での出演は山本祥彰、ふくらP単独での出演はふくらP、鶴崎単独での出演は鶴崎修功を参照。

### テレビ番組
- クイズプレゼンバラエティー Qさま!!（テレビ朝日）[84]
  - 2015年5月4日 - 伊沢・川上[注 3]
  - 2019年8月19日 - 伊沢・須貝・川上・こうちゃん・山本・ふくら
  - 2019年9月23日 - 川上
  - 2019年10月28日 - 山本
  - 2019年11月18日 - 須貝
  - 2019年12月23日 - 伊沢・ふくら
  - 2020年1月20日 - こうちゃん
  - 2020年2月3日 - 伊沢・川上
  - 2020年2月17日 - こうちゃん・山本
  - 2020年3月9日 - 須貝
  - 2020年4月20日 - 山本
  - 2020年7月13日 - こうちゃん・山本
  - 2020年10月19日 - 伊沢・須貝・こうちゃん・山本・ふくら・山上
  - 2021年7月12日 - 林・山上
  - 2021年9月6日 - こうちゃん
  - 2021年11月8日 - 乾
  - 2022年1月31日 - こうちゃん・乾
  - 2023年6月5日 - 山本・鶴崎
  - 2023年7月17日 - 河村・鶴崎
  - 2023年9月11日 - 河村・鶴崎
  - 2023年10月16日 - 河村
  - 2023年11月6日 - 須貝・鶴崎
  - 2023年11月20日 - 鶴崎
  - 2023年11月27日 - 河村・鶴崎
  - 2023年12月18日 - 河村・鶴崎
  - 2024年1月22日 - 河村・鶴崎
  - 2024年1月29日 - 鶴崎
  - 2024年3月4日 - 須貝
  - 2024年4月15日 - 河村・鶴崎
  - 2024年5月6日 - 鶴崎
  - 2024年6月3日 - 鶴崎
  - 2024年6月24日 - 鶴崎
  - 2024年7月15日 - 河村・鶴崎
  - 2024年8月19日 - 鶴崎
  - 2024年9月2日 - 山本・鶴崎
  - 2024年10月14日 - 河村・鶴崎
  - 2024年10月28日 - 鶴崎・東言
  - 2024年11月25日 - 須貝・鶴崎
  - 2024年12月9日 - 鶴崎
  - 2024年12月23日 - 鶴崎・東問・東言
  - 2025年2月3日 - 河村・鶴崎
  - 2025年2月17日 - 鶴崎・東問・東言
  - 2025年3月3日 - 山本・鶴崎
  - 2025年3月3日 - 須貝・鶴崎
  - 2025年4月21日 - 鶴崎
  - 2025年5月12日 - 河村・鶴崎
- キスマイ魔ジック（テレビ朝日、2016年5月3日） - 川上・河村[85]
- YouTuber×NHK 1億いいね！大作戦（NHK BSプレミアム、2019年1月26日）- 伊沢・川上・須貝・ふくら[86][87]
- 10万円でできるかな（テレビ朝日、2019年2月6日） - 伊沢・河村・川上・こうちゃん[88]
- 本能Z（CBCテレビ、2019年4月3日） - 伊沢・須貝・ふくら[89]
- 沼にハマってきいてみた（Eテレ）[90]
  - 2019年7月22日 - 伊沢・須貝・こうちゃん・ふくら[91]
  - 2019年10月7日 - 須貝・こうちゃん・山本・ふくら[92]
  - 2020年4月20日 - 須貝・こうちゃん・ふくら
  - 2020年4月27日 - 須貝・山本・ふくら
  - 2020年5月18日 - 須貝・こうちゃん・山本・ふくら
  - 2021年7月5日 - 須貝・こうちゃん
  - 2021年12月6日 - 須貝・こうちゃん
- 超逆境クイズバトル!! 99人の壁（フジテレビ、2019年11月9日）- こうちゃん・山上[93]
- 林先生の初耳学（MBSテレビ、TBS系列、2019年11月10日、12月8日） - 川上[94]
- 東大王[注 4]（TBSテレビ）
  - 2020年6月10日[95]、6月17日[96] - 伊沢・こうちゃん・山本・ふくら[97]
  - 2021年9月29日[98] - 伊沢・こうちゃん・山本・ふくら・山上
- 勇者ああああ（テレビ東京、2020年6月19日） - 山本・鶴崎[99]
- 中居正広の金曜日のスマイルたちへ（TBSテレビ、2020年8月28日） - 伊沢・ふくら[100][101]
- 夜バゲット（日本テレビ、2020年11月6日） - 伊沢・こうちゃん・林[102]
- いざわ・ふくらの解けば解くほど賢くなるクイズ（日本テレビ、2020年11月22日[103]、2021年2月21日[104]、4月30日[105]、6月11日、6月18日、6月25日[106]） - 伊沢・ふくら
- 不可避研究中（NHK、2020年12月25日） - こうちゃん・山本・山上・乾[107]
- クイズゴッド（フジテレビ、2020年12月29日） - 伊沢・須貝・こうちゃん・山本・ふくら・山上・乾[108]
- 超人女子戦士 ガリベンガーV（テレビ朝日、2021年1月8日 - ）[109] - 鶴崎・河村・志賀・高松の4名[110][111][112][注 5]の中から2名が毎週入れ替わりで副音声で参加
- クイズ!オンリー1（TBS、2021年2月6日） - こうちゃん・山本[113]
- 未来王2030（NHK、2021年2月23日） - こうちゃん・山上・乾[114]
- 出川哲朗のクイズほぉ〜スクール（Eテレ、2021年3月29日 - ）[注 6]
  - 2021年3月29日から2022年3月25日まで - 須貝・こうちゃん・乾・山上・ノブ[115]
  - 2022年4月4日から2023年2月6日まで - 須貝・こうちゃん・乾[116]
  - 2023年4月3日から2024年3月11日まで - 須貝・こうちゃん・乾・東問[117]
  - 2024年6月3日以降 - 須貝・乾・東問・東言[118][119]
  - 2025年3月31日以降‐須貝・河村・東問・東言[120]
- ZIP!（日本テレビ、2021年4月30日）[121] - 伊沢・ふくら
- スッキリ（日本テレビ、2021年4月30日） - 伊沢・ふくら[122]
- 天才てれびくんhello,（Eテレ、2021年6月21日） - 須貝・こうちゃん・山本[123]
- 高校生クイズ（日本テレビ）
  - 2021年9月10日 - 伊沢・こうちゃん・山本・ふくら[124][125]
  - 2022年9月9日 - 伊沢・河村・須貝・こうちゃん・山本・ふくら[126][127]
  - 2023年9月8日 - 伊沢・河村・須貝・こうちゃん・山本・ふくら[128][129]
- かまいたちの机上の空論城（関西テレビ）
  - 2021年12月4日 - 山上・乾[130]
  - 2023年3月18日 - 須貝・乾[131]
- THEグレートアンサー（MBS、TBS系列、2022年1月8日[132]、5月12日[133]、5月19日[134]、2023年7月10日[135]） - 伊沢・須貝・こうちゃん・ふくら
- 天才たちにブーッて言いたい! 〜あの企業が考えた本気の一問〜（MBS、2022年3月6日[136]、2023年3月5日[137][138]、11月22日[139]） - 伊沢・須貝・こうちゃん・山本・ふくら
- ネプリーグ（フジテレビ）
  - 2016年11月28日 - 伊沢
  - 2021年11月21日 - 須貝
  - 2022年3月7日 - こうちゃん
  - 2022年5月23日 - 須貝・こうちゃん[140]
  - 2022年6月6日 - こうちゃん
  - 2022年8月15日 - 河村・須貝・こうちゃん・山本・ふくら[141]
  - 2022年9月5日 - 河村・須貝・こうちゃん[142]
  - 2022年10月24日 - 河村・山本・ふくら[143]
  - 2022年11月7日 - 須貝
  - 2023年2月6日 - 河村・須貝・こうちゃん・山本・ふくら[144]
  - 2023年3月6日 - 河村・こうちゃん[145]
  - 2023年5月8日 - 須貝・こうちゃん・鶴崎[146]
  - 2023年5月29日 - 鶴崎
  - 2023年8月28日 - 河村・こうちゃん[147]
  - 2023年12月4日 - こうちゃん
- クイズ!ドレミファドン 夏ドラマ豪華俳優陣が激突3時間SP（フジテレビ、2022年7月14日） - 伊沢・こうちゃん・ふくら[148]
- バリバラ（Eテレ）
  - 2022年8月28日 - 河村・こうちゃん[149]
  - 2022年9月23日 - 河村・こうちゃん[150]
- 競馬クイズKnock（ABCテレビ、2022年12月1日 - 22日）- 河村・こうちゃん・山本[151]
- 呼び出し先生タナカ（フジテレビ）
  - 2023年2月26日 - 河村・須貝・こうちゃん・山本・ふくら[152][153]
  - 2023年8月14日 - 河村・須貝・こうちゃん・ふくら[154]
- へんテナ（Eテレ）
  - 2023年3月25日 - 河村・須貝・こうちゃん・山本・ふくら・乾[155]
  - 2023年12月20日 - 河村・ふくら[156]
  - 2023年12月21日 - 河村・須貝・こうちゃん・山本・ふくら[157]
  - 2023年12月22日 - 須貝・こうちゃん・山本・ふくら[158]
  - 2024年3月28日 - 須貝・山本・ふくら[159]
  - 2024年3月29日 - 河村・須貝・山本・ふくら・鶴崎[160]
- まじもん！（RKB毎日放送）
  - 2023年4月19日[161]、5月10日[162]、6月28日[163]、7月26日[164] - こうちゃん・鶴崎
  - 2023年9月20日[165]、10月25日[166] - 河村・須貝・こうちゃん
  - 2023年11月22日[167]、2023年12月20日[168]、 2024年1月3日[169] - 河村・こうちゃん・鶴崎
  - 2024年1月31日[170]、2月21日[171]、3月13日[172] - 河村・鶴崎
- NEWSの全力!!メイキング（TBS、2023年8月4日[173]、8月11日[174]） - 伊沢・須貝・鶴崎
- 3つ星エンタメガイド ミテラン（TBS、2023年12月13日） - 志賀[175]
- しずおか王（テレビ静岡、2023年12月31日） - 須貝・ふくら[176]
- ホークス新年会〜めで鷹です！〜（RKB毎日放送、2024年1月1日） - 須貝・こうちゃん[177]
- 踊る!さんま御殿！！(日本テレビ、８月12日)東問・東言

### テレビアニメ
- あはれ!名作くん（Eテレ、2020年10月30日）[178] - 伊沢・須貝・ふくら[179]

### ラジオ番組
- FM FESTIVAL 未来授業2019（TOKYO FMほかJFN系列局、2019年11月4日） - 須貝・水上[180][注 7]
- SCHOOL OF LOCK!（TOKYO FMほかJFN系列局、2020年10月1日[181]、2021年1月14日[182]、10月7日[183]） - 伊沢・ふくら
  - QuizKnock 天才LOCKS! Supported by CalorieMate（2020年11月2日 - 2021年1月28日[184][185]、2021年10月5日 - 2022年3月29日[186][187]）- メンバー順次出演
- QuizKnockの裏ウラ話（グノシー、2020年11月24日 - 12月22日[188]、2021年3月22日 - 5月10日[189]、2021年9月24日[動画 15] - 2022年5月27日[190]） - メンバー2名が月ごとに交代で出演[注 8]
- Sky presents こちらQuizKnock放送部（朝日放送ラジオ、2022年10月7日 - ） - メインパーソナリティーをメンバーが週替わりで担当[191]

### 映画
- 日本列島生きもの超伝説 劇場版ダーウィンが来た!（2023年2月3日公開） - 須貝・こうちゃん[192]

### ライブ配信番組
- QuizKnocQ（グノシー）
  - シーズン1[193]
  - シーズン2[194]
    - 2019年11月24日 超良問ドリル4コラボスペシャル - 須貝・山本[動画 16]
    - 2019年12月1日「100万」 - 河村・ふくら[動画 17]
    - 2019年12月15日 問題作成：こうちゃん - 伊沢、須貝[動画 18]
    - 2019年12月26日「共闘ことばRPG コトダマン」コラボ特別版 - 河村・須貝[動画 19]
    - 2019年12月29日「共闘ことばRPG コトダマン」コラボ特別版 - 伊沢・こうちゃん[動画 20]
    - 2020年1月12日「入試問題」 - 山本・ふくら[動画 21]
    - 2020年1月26日「QuizKnockライター渾身クイズ」 - 伊沢・河村[動画 22]
- チコちゃんといっしょに課外授業[195]
  - 「びじゅチューン！ライブ in サマー2020」（2020年8月22日） - 山本・ふくら[196]
  - 「恐竜王を目指せ！わくわくライブ」（2020年8月29日）- 須貝・山本・ふくら[197]
  - 「動物園が100倍楽しくなるライブ配信＠那須どうぶつ王国」（2020年12月5日） - こうちゃん・ふくら[198]
  - 「ダイナソー小林×クイズノック！わくわく研究室＠北大総合博物館」（2021年1月23日） - 須貝・こうちゃん[199]
- グノシーQ（グノシー、2021年3月3日 - 8月18日）[200] - 須貝・こうちゃん[注 9]

### ウェブドラマ
- グレーゾーン・アイランド（YouTube、2022年8月15日） - 河村・山本・鶴崎[動画 23]

### CM
- バンダイナムコエンターテインメント「ことばのパズル もじぴったんアンコール」（2020年3月 - 8月） - 伊沢・河村・須貝・こうちゃん・山本・ふくら[201]
- CASIO「EX-word」（2021年2月 - 2023年6月[202]） - 伊沢・須貝・こうちゃん・乾・ノブ[203][動画 24]
- タカラトミー「東大脳！ブロック10」（2021年3月 - ） - 伊沢・須貝・こうちゃん・乾・ノブ[204]
- アース製薬「アース虫よけネットEX」（2021年4月 - 9月） - 伊沢・須貝・こうちゃん・ノブ[205]

### イベント
- YouTube FanFest Japan 2019（幕張イベントホール、2019年12月4日）- 伊沢・河村・須貝・こうちゃん・山本・ふくら[動画 25]
- QuizKnock感謝祭2019（よみうりランド日テレらんらんホール、2019年12月28日）- 伊沢・河村・須貝・こうちゃん・山本・ふくら[206]
- QuizKnock放送中on LINE LIVE（LINE LIVE、2020年8月8日） - 伊沢・河村・須貝・こうちゃん・山本・ふくら・鶴崎・林・山上・乾・高松[動画 26][207][注 10]
- YouTube FanFest Japan 2020（YouTube FanFestチャンネル、2020年10月11日）- 伊沢・山本・ふくら[動画 27]
- エコプロOnline 2020（2020年11月28日） - 伊沢・須貝・こうちゃん・林[208]
- 第15回エコノミクス甲子園（エコノミクス甲子園 公式チャンネル、2020年12月13日[209]、12月20日[動画 28]、2021年2月14日[210]） - こうちゃん・乾
- QuizKnock放送中 2020年総決算スペシャル（LINE LIVE、2020年12月19日） - 伊沢・河村・須貝・こうちゃん・山本・ふくら・鶴崎・山上・乾・ノブ・志賀・高松[211]
- 展覧会公式チューターQuizKnockと楽しむ古代エジプトの秘密
  - 東京会場（江戸東京博物館、2021年3月13日） - こうちゃん・林・高松[212][注 11]
  - 京都会場（みやこめっせ、2021年4月14日） - 伊沢・こうちゃん・林[213]
- 一答入魂！早押しクイズ大会（楽天生命パーク宮城、2021年5月12日） - 須貝・こうちゃん[214][動画 29][注 12]
- QuizKnock放送中 夏のクイズバトルスペシャル（LINE LIVE、2021年7月24日） - 伊沢・河村・須貝・こうちゃん・山本・ふくら・鶴崎・山上・乾・ノブ[215]
- アプリ甲子園2021（日本科学未来館、2021年10月24日） - 須貝・falcon[216]
- エコプロ2021（東京ビッグサイト、2021年12月9日） - 須貝・こうちゃん[217]
- QuizKnock Live Session みんなの問題をその場で添削スペシャル！！（一橋大学一橋講堂、2021年12月26日） -  伊沢・河村・須貝・こうちゃん・山本・ふくら・鶴崎[218]
- ニコニコ超会議2022（幕張メッセ、2022年4月29日） - 河村・須貝・こうちゃん[219]
- 土佐兄弟の青春文化祭2022〜Zったい忘れられない１日をキミに〜（KT Zepp Yokohama、2022年9月23日） - 河村・須貝・こうちゃん・山本・ふくら[220][221]
- QuizKnock放送中 LIVEでクイズバトル（渋谷Hikarie ホールA、2022年11月3日） - 伊沢・河村・須貝・こうちゃん・山本・ふくら・鶴崎・乾・ノブ[222]
- エコプロ2022（東京ビッグサイト 東ホール、2022年12月9日） - 須貝・ノブ[223]
- ジャパンアミューズメントエキスポ 2023（幕張メッセ、2023年2月11日） - 伊沢・須貝・ふくら[224]
- ニコニコ超会議2023（幕張メッセ、2023年4月29日） - 河村・こうちゃん[225]
- QuizKnock ✕ YOKARO-MON トークライブ「エクストラ」（表参道GROUND、2023年5月7日） - 須貝・山本[226]
- グローバルフェスタJAPAN2023（東京国際フォーラム、2023年10月1日） - こうちゃん・鶴崎[227]
- カラフルフェス2023（RKB放送会館、2023年10月15日） - 河村・鶴崎[228]
- アプリ甲子園2023（東京国際交流館、2023年10月22日） - 須貝・falcon[229]
- QuizKnock ✕ YOKARO-MON Ⅱ（表参道GROUND、2023年11月12日） - こうちゃん・ノブ[230]

## 主な制作物

### 書籍等

#### QuizKnock
- QuizKnock『知識×ひらめき 東大発 圧倒的頭脳クイズ』三才ブックス、2018年8月27日。ISBN 978-4866730745。
- QuizKnock（著）『無敵の東大脳クイズ 君は東大生に勝てるか!?』伊沢拓司（監修）、主婦の友社、2018年9月7日。ISBN 978-4074337859。
- QuizKnock『東大発の知識集団QuizKnockオフィシャルブック』クラーケン、2018年9月12日。ISBN 978-4909313034。
- QuizKnock『QuizKnockファンブック』クラーケン、2019年10月23日。ISBN 978-4909313089。
- QuizKnock『勉強が楽しくなっちゃう本』〈QuizKnockの課外授業シリーズ01〉、朝日新聞出版、2020年4月20日。ISBN 978-4023318953。{{cite book ja}}:  CS1メンテナンス: 先頭の0を省略したymd形式の日付 (カテゴリ)
- QuizKnock『文章を読む、書くのが楽しくなっちゃう本』〈QuizKnockの課外授業シリーズ02〉、朝日新聞出版、2020年10月20日。ISBN 978-4023319042。
- QuizKnock『クイズで88本ノック 最強クイズ集団からの“謎解き”挑戦状』朝日新聞出版、2021年3月19日。ISBN 978-4-02-331937-0。
- QuizKnock『東大発の知識集団QuizKnock監修 東大ノートのつくり方』学研プラス、2021年4月29日。ISBN 978-4-05-305355-8。
- QuizKnock『パイロットドクターグリップ30周年記念BOOK』主婦の友社、2021年11月15日。ISBN 978-4-07-448901-5。
- QuizKnock『QuizKnock クイズで学ぶ47都道府県』KADOKAWA、2021年12月16日。ISBN 978-4-04-913965-5。
- QuizKnock『君らしく働くミライへ』〈QuizKnockの課外授業シリーズ03〉、朝日新聞出版、2022年4月20日。ISBN 978-4-02-251822-4。
- QuizKnock『QuizKnock クイズで学ぶ漢字の世界』KADOKAWA、2022年8月4日。ISBN 978-4-04-914519-9。
- QuizKnock『QuizKnock 考えることが楽しくなる! ナゾトキブック』KADOKAWA、2022年12月15日。ISBN 978-4-04-914520-5。
- QuizKnock『QuizKnockの博識クイズデラックス』宝島社、2023年2月14日。ISBN 978-4-299-03956-9。
- QuizKnock『WHAT High School Quiz Battle 2022 公式問題集』講談社、2023年2月22日。ISBN 978-4-06-529966-1。
- QuizKnock『WHAT High School Quiz Battle 2023 公式問題集』講談社、2024年2月22日。ISBN 978-4-06-534714-0。
- QuizKnock『QuizKnock 学びのルーツ』新潮社、2024年11月28日。ISBN 978-4-10-355941-2。

#### 共著
- QuizKnock、瀬田ハルヒ『QuizKnock式!! クイズ×まんがでみるみるモノ知りになれるBook(1)』講談社、2020年12月21日。ISBN 978-4-06-521258-5。
- QuizKnock、瀬田ハルヒ『QuizKnock式!! クイズ×まんがでびっくりするほど面白いサイエンスBook』講談社、2021年7月21日。ISBN 978-4-06-524152-3。
- QuizKnock、瀬田ハルヒ『QuizKnock式!! 大人もビックリ★新常識クイズBOOK』講談社、2021年12月22日。ISBN 978-4-06-526257-3。
  - なかよしで連載していた『キミも今日から東大脳! QuizKnockの館へようこそ』に、伊沢・須貝・こうちゃん（第3巻目のみノブ）のインタビュー・Q＆Aを加え再構成
- どう解く？制作委員会、QuizKnock『10歳からできる自分のあたまで考えること』ポプラ社、2022年3月24日。ISBN 978-4-591-17315-2。

#### その他関連書籍
- 学研プラス（編）、2018年7月26日『中学1年生からの脱出 英・数・国・理・社』〈謎解き×５教科攻略〉、学研プラス。ISBN 978-4053048011。
- 学研プラス（編）、2018年7月26日『中学2年生からの脱出 英・数・国・理・社』〈謎解き×５教科攻略〉、学研プラス。ISBN 978-4053048028。
  - 謎解き問題を作成。
- ジュニアエラ編集部（編）、2019年10月18日『中学受験 2020 時事ニュース 完全版』朝日新聞出版。ISBN 978-4023318465。
  - 『「東大卒クイズ王」伊沢拓司さん・こうちゃんが読み解く過去1年の10大ニュース』掲載
- 『るるぶ×QuizKnock 東京謎解きブック』JTBパブリッシング、2022年3月16日。ISBN 978-4-533-14926-9。
  - 謎解き問題を作成。
- 『かいけつゾロリのわくわくクイズ200本ノック!』原ゆたか（原作・監修）、ポプラ社、2022年6月6日。ISBN 978-4-591-17406-7。{{cite book ja}}:  CS1メンテナンス: others (カテゴリ)
  - クイズの製作協力。

#### 連載
- ジュニアエラ（朝日新聞出版、2019年4月号 - ）『謎解きクイズノック』[231]
- なかよし（講談社、2020年2月号[232] - 2022年1月号[233]）『キミも今日から東大脳! QuizKnockの館へようこそ』- 作画：瀬田ハルヒ・協力：QuizKnock

### アプリ
すべて「株式会社baton」名義・QuizKnock監修扱いでのリリースとなっているが、動画メンバーやfalconを中心とする専属エンジニアが制作するものが基本である。
- AstroCleaner[234]
- 限界しりとりMobile - 伊沢考案の縛りしりとり[235]。2020年4月4日にGoogle Play主催の“Indie Games Festival 2020“ において、トップ20作品の一つとして選出された[236]。
- QuizKnock- 2019年10月18日に公開。iOSのみ[動画 30]。
- ルイザ・グロス・ホロウィッツ賞クイズ - 2020年2月3日公開。問題はルイザ・グロス・ホロウィッツ賞に関連する1問のみで、正解すると「1不可説不可説転点」が与えられる[動画 31]。審査の都合上Android版のみのリリースとなっている[動画 31]。
- Wallprime - 2020年2月5日公開。素因数分解を用いた数字パズル[237]。
- Tonguess - 2020年6月4日公開。2人のプレイヤーによる英単語当てゲーム。3文字または4文字英単語から自分の答えを設定し、交互に相手の答えを推理するアプリ[238]。
- 人狼将棋 - 2020年12月16日公開。人狼ゲームと将棋を組み合わせたゲームで、相手の駒は隠れていてどれかわからない状態で勝負をし、相手の王を取れば勝ち[239]。
- SprintShout - 2020年12月28日公開。表示されたお題の空欄に当てはまる言葉を相手より先に入力するゲーム[240]。
- 超換気 - 2021年1月27日公開。決められた回数以内でドアを破壊して、空気の流れを作って部屋の換気をするパズルゲーム[241]。アプリの開発には鶴崎が参加している[動画 32]。
- 白地図マインスイーパ - 2021年5月28日公開。フィールドが日本の都道府県に、地雷が怪獣になっているマインスイーパ[242]。
- 新米裁判官 拓馬のリーガル・ジャーナル - 2021年6月4日公開。2023年1月31日サービス終了[243]。新人裁判官になりきって刑事事件に判決を下していく、1話完結型のアドベンチャーゲーム。キャラクターデザインは、漫画『ナナマル サンバツ』の作者である杉基イクラが担当している[動画 33]。
- 漢字ダッシュ - 2021年9月16日公開。レースに出題される難読漢字を早く読んでゴールを目指すゲーム。 漢字の一部はプレイヤー自身で選ぶことが出来る[動画 34]。
- MINE BLOCKS - 2021年12月20日公開。与えられたブロックを盤面上のダイヤマークや数字をヒントにして置き、盤面を埋めていくパズルゲーム[244]。アプリの開発には鶴崎が参加している[動画 35]。

### 問題提供・制作協力
- ぼくたちは勉強ができない（BS11、2019年4月 - 12月）- 本編に登場する問題を制作・監修[動画 36]。
- にじクイ（にじさんじ公式YouTubeチャンネル、2020年12月 - ）- 問題制作[245]。
- Hello 2021 〜 年明け早々のオールスタークイズ大会！〜（YouTube Japan 公式チャンネル、2020年12月31日） - 問題監修[246]
- コナミアミューズメント「QuizKnock STADIUM」 - 製作協力[247]
- 東京都総務局総合防災部「QuizKnock×東京都防災模試」（2022年9月） - 問題監修[248][249]

### 共同企画・開発
- STUDY STATIONERY SERIES - ノート、ルーズリーフ、付箋を学研ステイフルと共同開発[250]
- VENN’S CODE（ベンズコード）- コンテンツスタジオCHOCOLATE Inc.と共同で企画・開発。ベン図を用いたボードゲーム[251]
- 限界しりとりパーティー！ - 株式会社ピチカートデザイン、JELLY JELLY GAMESレーベル。限界しりとりをカードゲーム化[252]

### その他
- 乃木坂46『Sing Out!』Type-A（2019年） - 矢久保美緒 個人PV監督・出演[253]。
- 謎解きdeポイントキャンペーン（2019年6月 - 8月） - 楽天が提供するアプリ「Super Point Screen」内で行われたキャンペーンにおいて謎解きを作成[254]。
- 不思議の国のアリス展（2019年3月 - 2020年9月[注 13]） - 会場限定のオフィシャルブック『アリス好きに贈る33の秘密』の制作と音声ガイド「クイズ・バトル編」を担当[256][257]。
- 丸の内謎解きガイドブック〜設計図がまちをつくる、かえる〜（2020年10月14日 - 11月29日） - 主催：QuizKnock、協賛：株式会社三菱地所設計[258]
- セガコラボカフェ QuizKnock（2020年10月17日 - 12月6日） - 東京会場：セガ池袋GiGO、大阪会場：なんば千日前[259]
- 古代エジプト展 天地創造の神話（2020年11月21日 - 2022年1月15日） - 公式チューターに伊沢、こうちゃん、林。公式ハンドブック『QuizKnockとめぐる古代エジプトの世界』の制作と、音声ガイド「QuizKnockからの挑戦状 めざせ古代エジプトクイズ王」を担当[260]。
- 答えのない道徳の問題 みんなで！どう解く？（2021年1月 - 12月） - マクドナルドと『答えのない道徳の問題 どう解く？』（ポプラ社刊）のコラボプロジェクトのアンバサダー[261]。プロジェクトで制作された内容は、ほんのハッピーセットとして12月17日に販売開始[262]。
- QuizKnock 5周年記念展（2021年7月10日 - 10月17日） - QuizKnockの設立5周年を記念する企画展。札幌、名古屋、仙台、福岡、大阪、東京のhmv museumで開催[263]。
- 渋谷 MIYASHITA PARK　謎解きガイドブック 〜銀河列車を追いかけて〜（2021年10月1日 - 11月14日） - 渋谷 MIYASHITA PARKを舞台にした施設周遊型謎解きイベント[264]。
- きみとロボット ニンゲンッテ、ナンダ？（2022年3月18日 - 8月31日） - 公式アンバサダー。ロボットにまつわるオリジナルクイズの制作と、スペシャルゲストとして河村、須貝、ふくらが音声ガイドを担当[265]。
- QuizKnockからの挑戦状！謎解きショッピング（2022年4月8日 - 5月8日） - ダイバーシティ東京プラザで行われる謎解きイベント[266]。
- High School Quiz Battle WHAT 2022（2022年5月1日、5月8日、5月15日） - QuizKnock初主催の高校生以下のクイズ大会[267]。
- 兜町謎解きガイドブック 未来を照らす予言の書（2022年7月1日 - 11月6日） - 日本橋兜町・茅場町で行われる周遊型謎解きイベント[268]。
- トーキョーディスカバリーシティ！ 冒険の旅に出かけよう（2023年7月21日 - 9月24日） - 東京ドームシティで行われる周遊型クイズ・謎解きイベント[269]。

・トーキョーディスカバリーシティ！2024 不思議な扉と100の謎（2024年9月19日-11月17日） - 東京ドームシティで行われる周遊型クイズ・謎解きイベント